# Lucienola tiwiwarrina
Lucienola tiwiwarrina är en insektsart som först beskrevs av Rentz, D.C.F. 2001.  Lucienola tiwiwarrina ingår i släktet Lucienola och familjen vårtbitare. Inga underarter finns listade i Catalogue of Life.